# Ousmane Sembène

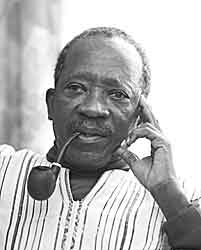
Ousmane Sembène (1987)

Ousmane Sembène (* 1. Januar 1923 in Ziguinchor; † 9. Juni 2007 in Dakar) war ein senegalesischer Schriftsteller und Regisseur. Er gilt als einer der bedeutendsten Schriftsteller Afrikas und als „Vatergestalt“ des afrikanischen Kinos südlich der Sahara.

## Leben
Sembène, der Sohn eines muslimischen Fischers aus der Volksgruppe der Lébou, musste die Schule mit 14 Jahren verlassen und arbeitete von 1938 bis 1944 zunächst als Mechaniker und Maurer in Dakar. In dieser Zeit entdeckte er für sich das Kino und las viel. 1944 wurde er in die französische Armee zum Krieg gegen Deutschland als sogenannter „Tirailleur Sénégalais“ („Senegalschütze“) eingezogen. 1946 kehrte er nach Dakar zurück und nahm 1947 am großen Eisenbahnerstreik teil.
1948 kehrte er nach Frankreich zurück und arbeitete in einer Citroën-Fabrik in Paris und dann zehn Jahre als Hafenarbeiter in Marseille. In dieser Zeit war Sembène sehr aktiv in Gewerkschaftskämpfen, unter anderem bei der Blockade von Schiffsladungen für den französischen Krieg in Vietnam. 1956 veröffentlichte er seinen ersten Roman.
Sembène wurde sich bewusst, dass seine Bücher in seiner Heimat die Arbeiter und die Menschen auf dem Land nicht erreichen konnten. Er beschloss, Filme zu drehen, und reiste 1961 nach Moskau, um dort Filmwissenschaften zu studieren.
1966 erhielt er für Die Schwarze aus Dakar, einen Film über eine junge Afrikanerin, die in Frankreich als Dienstmädchen arbeitet, den Prix Jean Vigo. Der Film beruht auf einer Kurzgeschichte aus Le Voltaïque.
Als Sembènes bedeutendster Roman gilt Gottes Holzstücke (im Original Les Bouts de bois de Dieu) über den großen Eisenbahnerstreik unter der französischen Kolonialherrschaft, der die Bahnstrecke Dakar–Niger lahmlegen sollte. Thematische Schwerpunkte seines Filmschaffens sind die Geschichte des Kolonialismus, die Kritik der neuen afrikanischen Bourgeoisie und die Stärke afrikanischer Frauen.
Am 9. Juni 2007 starb Sembène nach langer Krankheit in Dakar.

## Werke

### Bücher
- Le docker noir. Roman. Debresse, Paris 1956; Neuausgabe bei Présence Africaine, Paris 2002.
- O pays, mon beau peuple! Roman. 1957.
  - dt. Meines Volkes schöne Heimat. Kindler, München 1958.
  - dt. auch als Stromauf nach Santhiaba. Aufbau, Weimar 1970.
- Les bouts de bois de Dieu. Roman. 1960.
  - dt. Gottes Holzstücke. Lembeck, Frankfurt am Main 1988, ISBN 3-87476-247-5.
- Le Voltaïque. Kurzgeschichten. Présence Africaine, Paris 1962.
  - dt. Der Voltaer. Oberbaum, Berlin c 1991, ISBN 3-926409-85-1.
- L’Harmattan. Présence Africaine, Paris 1964, Roman.
- Le mandat, précédé de Véhi Ciosane. Roman. Presence Africaine, Paris 1966.
  - dt. Weiße Genesis. Oberbaum, Berlin 1983, ISBN 3-87628-178-4.
- Guelwaar.
  - dt. Guelwaar. Ein Held der Zukunft. Peter Hammer, Wuppertal.
- Xala. Roman. Présence Africaine, Paris 1973.
  - dt. Xala. Die Rache des Bettlers, Peter Hammer, Wuppertal 1979. ISBN 3-87294-145-3.
  - deutsche Neuauflage: Chala, Reihe Dialog Afrika, Ullstein, Frankfurt am Main/Berlin/Wien 1982, ISBN 3-548-20223-3.
- Le dernier de l’Empire, L’Harmattan, 1981 – „Schlüsselroman der senegalesischen Politik“ (Werner Glinga).
- Niiwam. Presence Africaine, Paris 1987.

### Filme
- L’Empire Sonhrai (1963): Sembènes erster Film ist ein Dokumentarfilm über die Geschichte des Songhaireiches, der von der Regierung der Republik Mali produziert wurde. Französisch. 16 mm. Schwarz-Weiß. 20 Minuten.
- Borom Sarret (1963): Dieser meisterhafte Protest gegen ökonomische Ausbeutung zeigt die typischen täglichen Begegnungen eines Karrenschiebers in Dakar. Französisch mit englischen Untertiteln. 16 mm. Schwarz-Weiß. 20 Minuten.[2] Der Film gewann den ersten Preis beim Filmfestival von Tours (Frankreich) im Jahr 1965.
- Niaye (1964): Von einem Dorf-Griot erzählt, ist „Niaye“ die tragische Geschichte eines jungen Mädchens, deren Schwangerschaft ihre Gemeinschaft skandalisiert. Ein auswärtiger Arbeiter wird beschuldigt, für ihre Schwangerschaft verantwortlich zu sein, aber später wird entdeckt, dass ihr eigener Vater der Schuldige ist. Die Gemeinschaft versucht, den Skandal vor den französischen Kolonialbehörden geheim zu halten. Französisch. 16 mm. Schwarz-Weiß. 35 Minuten. Der Film gewann einen Preis beim Locarno Film Festival.
- Die Schwarze aus Dakar (La noire de …; 1966): Sembènes erster Spielfilm, auf Englisch als „Black Girl“ bekannt, hinterließ 1966 auf verschiedenen Filmfestivals einen tiefen Eindruck. Der Film wird oft als Ausgangspunkt der Entwicklung des afrikanischen Kinos verstanden. In einem einfachen Stil mit tragbarer Kamera gedreht, erinnert er ein wenig an die Nouvelle Vague. Er erzählt direkt die bittere, unzweideutige Geschichte von Exil und Verzweiflung. Die Heldin Douanna ist ein senegalesisches Dienstmädchen, das von ihren Arbeitgebern zur Riviera mitgenommen wird. Dort realisiert sie, was es bedeutet, Afrikanerin zu sein. Sie erkennt, dass sie nur noch eine Ware ist, nicht länger Douanna, sondern nur noch „das schwarze Mädchen“. Der Film erhielt den Jean-Vigo-Preis 1966 und den Preis des Dakar Black Arts Festival Mandabi (1968). Französisch mit englischen Untertiteln.[3]
- Die Überweisung (Mandabi; 1968): Auf einer Kurzgeschichte Sembènes basierend, ist dieser Spielfilm die trügerisch einfache Geschichte eines Mannes, der eine Postanweisung von seinem Neffen in Paris erhält und versucht, das Geld ausgehändigt zu bekommen. „Mandabi“ ist ein tief bewegendes, witziges Porträt eines Mannes, dessen Eitelkeit gegen die Schikanen und die Gefühllosigkeit der ehrgeizigen jungen Kleinbourgeoisie verblasst. Wolof mit englischen Untertiteln. 16 mm. Farbe. 90 Minuten.[4]
- Taaw (1970): Taaw ist ein arbeitsloser junger Mann im modernen Senegal, der sich gegen den Vorwurf der Faulheit wehrt und ein Heim für seine schwangere Freundin schafft, die von ihrer Familie verstoßen wurde. Wolof mit englischen Untertiteln. 16 mm. Farbe. 24 Minuten. Er gewann den Asmara Gold Lion Preis, Addis Abeba (Äthiopien).
- Emitaï (1971): Emitaï ist ein historischer Film, der wie eine zeitlose Allegorie funktioniert. In einem klaren, sparsamen Stil erzählt der Film die Konfrontation zwischen französischen Kolonialisten und den Diola im Senegal in den letzten Tagen des Zweiten Weltkrieges. Es sind die Frauen, die zuerst ihre Stimmen zum Widerstand erheben. Diola und Französisch mit englischen Untertiteln. 16 mm. Farbe. 101 Minuten.[5]
  - Goldener Bär beim Filmfestival Moskau.
  - Erster Afro-Asian Prize 1972 Taschkent Festival (Sowjetunion)
- Xala (1974): In dieser wilden und lustigen Satire auf die moderne afrikanische Bourgeoisie zeigt Sembène, wie die weiße Ausbeutung ein schwarzes Gesicht angenommen hat. Der Held des Films ist ein selbstzufriedener verwestlichter senegalesischer Geschäftsmann, der plötzlich von Xala getroffen wird, einem alten senegalesischen Fluch, der ihn impotent macht. Seine vergebliche Suche nach einer Kur wird zu einer Metapher für die Unmöglichkeit für die Afrikaner, ihre Befreiung zu erlangen, indem sie sich auf westliche Technologien und bürokratische Strukturen verlassen. Französisch und Wolof.
  - Filmfestival Karlovy Vary: Spezialpreis
  - Silbermedaille beim Figueira da Foz Film Festival (Portugal)
- Ceddo (1976): Ein spannender Thriller über die Entführung einer Prinzessin wird benutzt, um entgegengesetzte Kräfte in der muslimischen Expansion zu untersuchen. Die Ceddo, die gemeine Klasse, weigert sich, sich dem Islam zu unterwerfen. Ceddo ist kein historischer Film im engeren Sinn, sondern umfasst Philosophie, Phantasie, militante Politik und eine Reihe elektrisierender Sprünge über Jahrhunderte hinweg. Wolof mit englischen Untertiteln. 16 mm. Farbe. 120 Minuten.[6]
  - Special Award, Los Angeles, 1980
- Das Camp der Verlorenen (Camp de Thiaroye; 1988): Gegen Ende 1944 kommen Soldaten der Senegalesischen Infanterie aus verschiedenen Teilen Afrikas, die für das freie Frankreich gegen den Faschismus in Europa gekämpft haben, in das Camp de Thiaroye, ein militärisches Durchgangslager im Senegal, um auf ihre Entlassung, überfälligen Sold, ihre Abfindung und ihre Heimreise zu warten. Der französische Hauptmann Raymond versucht aufrichtig, den Senegalesen Diatta zu überzeugen, dass Massaker wie jenes, bei dem Diattas Eltern getötet wurden, der Vichy-Vergangenheit angehören. Die Dialektik des Films zeigt, dass er sich irrt. Am Ende wird Raymond von den anderen Offizieren als „Kommunist“ isoliert und der Versuch der Franzosen, die afrikanischen Veteranen um ihren Sold zu betrügen, führt zu einer Revolte, die von den Franzosen mit einem nächtlichen Massaker beantwortet wird. Dies entspricht den historischen Tatsachen und der zugrunde liegenden Kultur des europäischen Imperialismus. Wolof und Französisch mit englischen Untertiteln. Farbe. 153 Minuten. 45.[7]
 Internationale Filmfestspiele von Venedig:
  - Großer Spezialpreis der Jury
  - Golden Ciak-Prize
  - Unicef Nuovo-Preis
  - Youth and Cinema-Preis
- Guelwaar (1992): Indem sie Gelwaar: An African Legend for the 21st Century zur Eröffnung des 13. Panafrikanischen Filmfestivals FESPACO (Ouagadougou, Burkina Faso, Februar 1993) auswählten, wollten die Organisatoren Sembène als Vater des afrikanischen Kinos ehren. Gelwaar beruht auf einer wahren Geschichte: Der Körper Pierre Henri Thiounes, alias Gelwaar, Leiter einer christlichen Gemeinde, wird durch einen Irrtum den Muslimen gebracht, die ihn den Gebräuchen ihrer Religion gemäß auf einem muslimischen Friedhof beerdigen. Als der Irrtum entdeckt wird, versuchen die Christen „ihre“ Leiche wiederzubekommen. Sembène entwickelt in diesem Film vertraute Themen: reale versus imaginäre Unabhängigkeit, die Emanzipation der Frauen, das Gehirn. Französisch und Wolof mit englischen Untertiteln. 115 Minuten. Farbe[8]
  - Goldmedaille bei den 49. Filmfestspielen in Venedig
- L’héroïsme au quotidien (1999): [Der alltägliche Heroismus] In einem kleinen Dorf im ländlichen Senegal spielend, ist L’héroïsme au quotidien der erste Film einer Trilogie (Faat Kine[9] und Moolaade[10]), die Ousmane Sembène dem Erwachen und dem täglichen Heroismus afrikanischer Frauen am Beginn des neuen Jahrhunderts widmet. Ausgebeutet in ihrer täglichen Mühe und seit Jahrhunderten versklavt von patriarchalem und religiösem Obskurantismus und Indoktrination, beginnen die Frauen eines kleinen Dorfes neue Stimmen, die aus der Stadt in den Sprachen ihres Landes ausgestrahlt werden, zu hören. Durch altmodische batteriebetriebene Radios wird ein Kontakt mit der Außenwelt hergestellt, die Welt, die sie mit anderen Frauen teilen. Ihr neues Wissen öffnet die Wände ihres Gefängnisses und stellt ihre jahrhundertealte Unterordnung unter die Männer in Frage. L’héroïsme au quotidien ist die Stimme des Wandels, die plötzliche Entdeckung eines neuen Wertes (Freiheit), die zu einer Revolte führt.
- Moolaadé – Bann der Hoffnung (2004): uraufgeführt auf dem Cannes-Filmfestival 2004, fand das neueste, beeindruckende Filmkunstwerk erst 2006 einen deutschen Verleih, der es als Original mit Untertiteln in die deutschen Programm-Kinos brachte. Moolaadé ist der zweite Teil der Trilogie Der alltägliche Heroismus, in welcher Sembène die Rolle der Frau in den afrikanischen Befreiungsbewegungen und in der traditionellen afrikanischen Gesellschaft in Zeiten des Übergangs herausstellt. Drehort war ein vergleichsweise kleines Dorf in Burkina Faso. Daher sprachen die meisten der Darsteller Bambara, eine Sprache, die nur in einigen Teilen Westafrikas verbreitet ist. Um den Film überhaupt in ganz Afrika zeigen zu können, musste er in mehreren Sprachen synchronisiert werden. Sembène schildert in Moolaadé eine traditionelle dörfliche Wertegemeinschaft, in die durch einen Händler, den Bräutigam einer Prinzessin und Medien moderne Einflüsse einbrechen. Die Frauen des Dorfes bleiben bei Sembène das einzig verlässliche moralische Rückgrat des gemeinschaftlichen Zusammenlebens. 2006 wurde der Film von der Jury der Evangelischen Filmarbeit zum Film des Monats Juni gekürt.[11][12][10]

## Zitate
- „Ich will alle unnötigen Worte und Reden entfernen und nur das Essentielle zeigen.“
- „Wenn Schweigen herrscht, können wir beginnen, mit der Kamera zu schreiben, Orte beschreiben, etwas anderes, hinter der Sprache Verborgenes zeigen.“
- „Alle meine Filme handeln von Afrika. Mir geht es darum, in meinen Filmen zu meinem Volk zu sprechen. Ich beziehe mich dabei auf eine genuin afrikanische Geschichte, unsere Kultur, unsere Philosophie und versuche darüber, die afrikanische Evolution zu beschreiben. Unsere Metaphern oder unsere Musik sind mit denen Europas nicht zu vergleichen. Daraus entsteht für mich allerdings kein Antagonismus. Ich betrachte es lediglich als eine Ergänzung, eine Fortführung der Menschheitsgeschichte. Trotzdem sind wir heute an einem Punkt in unserer Geschichte angekommen, an dem wir uns nicht mehr auf andere verlassen können. Unser Schicksal liegt in unseren eigenen Händen.“
- „Kino ist Mathematik.“
- In Véhi Ciosane (1965): „Allahs Paradies, ein Nagel, den man mitten in ihr Hirn geschlagen hat, der Grundstein allen Handelns von einem Tag zum anderen, hat die Fähigkeit, die Zukunft zu gestalten, zerbrochen.“ (Oberbaum Verlag, 2. Auflage, Berlin 2000, S. 20)